# Sporysz (województwo pomorskie)
Sporysz (kaszub. Spòrësz) – osada w Polsce położona w województwie pomorskim, w powiecie człuchowskim, w gminie Rzeczenica.
Osada położona przy drodze krajowej 25 i w pobliżu rezerwatu przyrody Bocheńskie Błoto, wchodzi w skład sołectwa Międzybórz.
W latach 1975–1998 miejscowość administracyjnie należała do województwa słupskiego.